# Kitkukallio
Kitkukallio este o arie protejată (arie specială de conservare — SAC, sit de importanță comunitară — SCI) din Finlanda întinsă pe o suprafață de 2 ha, integral pe uscat.

## Localizare
Centrul sitului Kitkukallio este situat la coordonatele 63°02′01″N 27°52′36″E / 63.0336°N 27.8767°E.

## Înființare
Situl Kitkukallio a fost declarat sit de importanță comunitară în august 1998 pentru a proteja 1 specie de plante. Situl a fost protejat și ca arie specială de conservare în aprilie 2015.

## Biodiversitate
Situată în ecoregiunea boreală, aria protejată conține 1 habitat natural: Păduri fino-scandinave bogate în ierburi cu Picea abies.
La baza desemnării sitului se află o specie protejată de  plante: Plagiomnium drummondii.
Pe lângă speciile protejate, pe teritoriul sitului au mai fost identificate 1 specie de plante.